# Linia kolejowa Žatec – Obrnice
Linia kolejowa Žatec – Obrnice (Linia kolejowa nr 123 (Czechy)) – jednotorowa, regionalna i zelektryfikowana linia kolejowa w Czechach. Łączy Žatec i Obrnice. Przebiega w całości przez terytorium kraju usteckiego.